# Прапор Ворожби
Прапор Ворожби — стяг міста Ворожба, затверджений 2015 року Ворожбянською міською радою.

## Опис
Квадратне полотнище складається з двох горизонтальних смуг – верхньої жовтої та нижньої зеленої (2:1); на верхній смузі стоїть Богородиця у синій туніці та червоному мафорії, із золотим німбом навколо голови, та тримає у руках білий рушник з червоним хрестом, обабіч неї – по пурпуровій 8-променевій зірці; на нижній смузі – жовтий паровоз. 